# Threskiornis spinicollis
Threskiornis spinicollis е вид птица от семейство Ибисови (Threskiornithidae).

## Разпространение
Видът е разпространен в Австралия, Индонезия и Папуа Нова Гвинея.